# Hildegarda Barnimówna
Hildegarda Barnimówna (ur. ?, zm. ?) – żona Ottona I Tłustego hrabiego Anhaltu, córka Barnima I Dobrego, księcia szczecińskiego i pomorskiego oraz Matyldy askańskiej.

## Pochodzenie
Imię księżniczki było dotąd niespotykane w rodach Gryfitów i Askańczyków. Problem dla badaczy stanowi przekaz T. Kantzowa, który informował o jej imieniu, bowiem do dziś nie wiadomo skąd pomorski kronikarz czerpał wiedzę na jej temat i na jakie źródło lub źródła powoływał się. Według niego w 1276 wyszła za mąż za Ottona I Tłustego, hrabiego anhalckiego.
Późniejsza literatura przedmiotu przekazuje jej imię jako Jadwiga, którą mylono z córką Henryka III, księcia wrocławskiego, żoną Ottona I od 1283. H. Wäschke, który  badał dzieje Askańczyków i ich genealogii w pracy Die Askanier in Anhalt zaproponował pozostawienie obu księżniczek, jako małżonek. Zaznaczył jednak, że Hildegarda była pierwszą żoną w latach 1276–1283. Literatura nie przekazuje informacji o potomstwie obojga małżonków.

## Genealogia
| Bogusław II ur. w okr. 1178–1184 zm. 23 lub 24 I 1220 lub 1221 | Bogusław II ur. w okr. 1178–1184 zm. 23 lub 24 I 1220 lub 1221 |                                                        |                                                        | Mirosława ur. w okr. 1190–1195 zm. p. przed 2 II 1237 | Mirosława ur. w okr. 1190–1195 zm. p. przed 2 II 1237 |  |  | Otton III Pobożny ur. 1215 zm. 9 X 1267 | Otton III Pobożny ur. 1215 zm. 9 X 1267 |                                        |                                        | Bożena (Beatrix) ur. przed 1230 zm. 27 V 1290 | Bożena (Beatrix) ur. przed 1230 zm. 27 V 1290 |
|                                                                |                                                                |                                                        |                                                        |                                                       |                                                       |  |  |                                         |                                         |                                        |                                        |                                               |                                               |
|                                                                |                                                                |                                                        |                                                        |                                                       |                                                       |  |  |                                         |                                         |                                        |                                        |                                               |                                               |
|                                                                |                                                                | Barnim I Dobry ur. zap. ok. 1210 zm. 13 lub 14 XI 1278 | Barnim I Dobry ur. zap. ok. 1210 zm. 13 lub 14 XI 1278 |                                                       |                                                       |  |  |                                         |                                         | Matylda askańska ur. ? zm. 20 XII 1316 | Matylda askańska ur. ? zm. 20 XII 1316 |                                               |                                               |
|                                                                |                                                                |                                                        |                                                        |                                                       |                                                       |  |  |                                         |                                         |                                        |                                        |                                               |                                               |
|                                                                |                                                                |                                                        |                                                        |                                                       |                                                       |  |  |                                         |                                         |                                        |                                        |                                               |                                               |
|                                                                |                                                                |                                                        |                                                        |                                                       |                                                       |  |  |                                         |                                         |                                        |                                        |                                               |                                               |

|  |  |  |  | Hildegarda Barnimówna (ur. ?, zm. ?) |